# Andreas Brönnimann

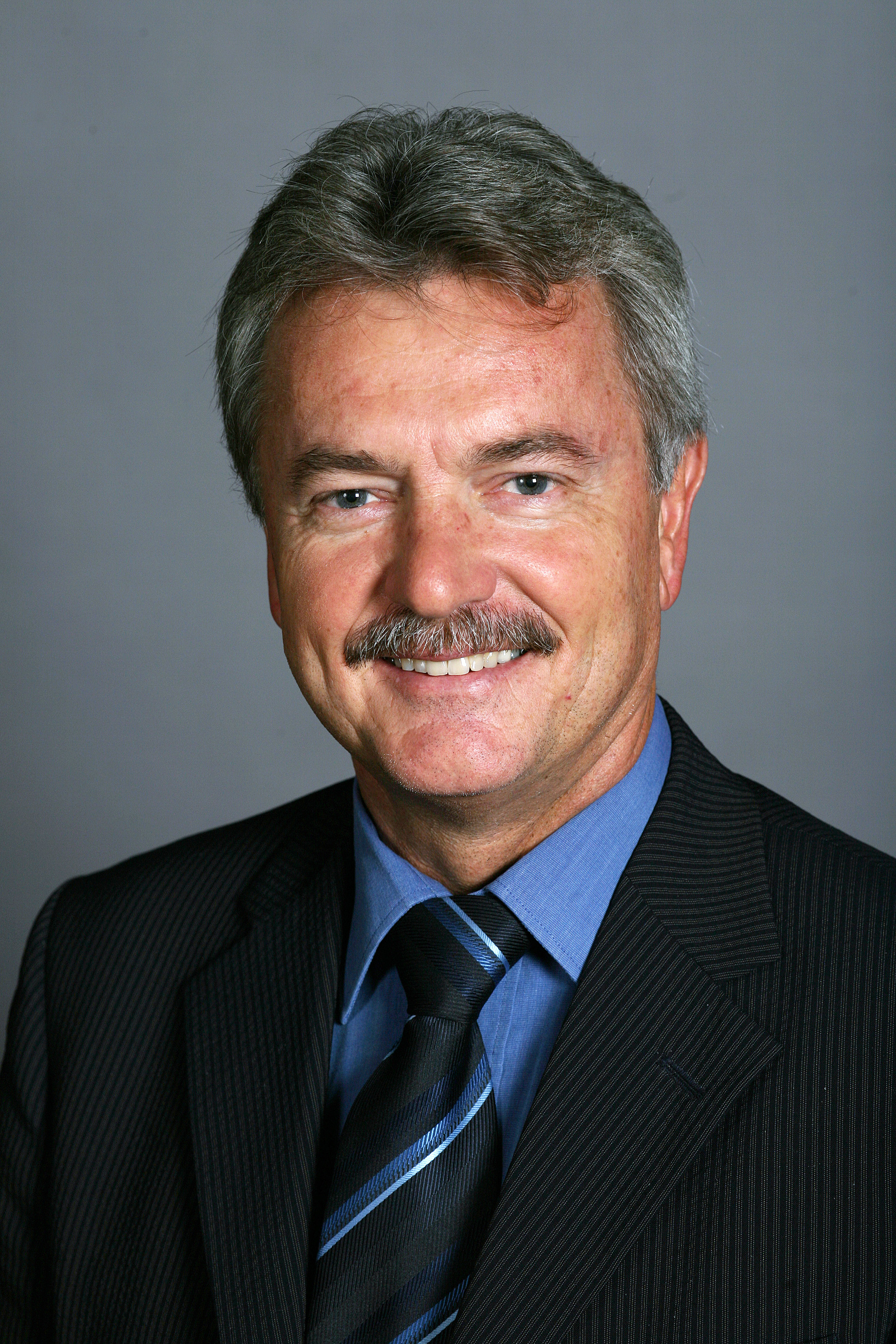
Andreas Brönnimann (2007)

Andreas Brönnimann (* 27. März 1955 in Belp, heimatberechtigt in Belp) ist ein Schweizer Politiker (EDU). Er gehörte von September 2009 bis Dezember 2011 als Nationalrat der Bundesversammlung an.

## Leben
Der Unternehmer von Berufs wegen hat eine eigene Firma, die Pneuhaus Brönnimann AG (vormals Andreas Brönnimann AG). Brönnimann hat den militärischen Grad eines Korporals und ist verheiratet. Er hat fünf Kinder und wohnt in Belp.
Im November 1996 wurde Brönnimann in den Gemeinderat von Belp gewählt. Zwei Jahre später, im April 1998, schaffte er den Sprung in den Grossen Rat des Kantons Bern und war dort bis 2002 aktiv. Im April 2006 amtete er wieder als Grossrat und beendete das Amt als Gemeinderat im Dezember 2007. Am 7. September 2009 rückte er für den zurücktretenden Christian Waber in den Nationalrat nach. Im Unterschied zum fraktionslosen Waber schloss sich EDU-Mitglied Brönnimann der SVP-Fraktion an. Bei den Nationalratswahlen 2011 erreichte er 24'114 Stimmen, was aber nicht für eine Wiederwahl reichte.